# Acacia robusta
Vachellia robusta là một loài thực vật có hoa trong họ Đậu. Loài này được Burch. miêu tả khoa học đầu tiên.

## Hình ảnh

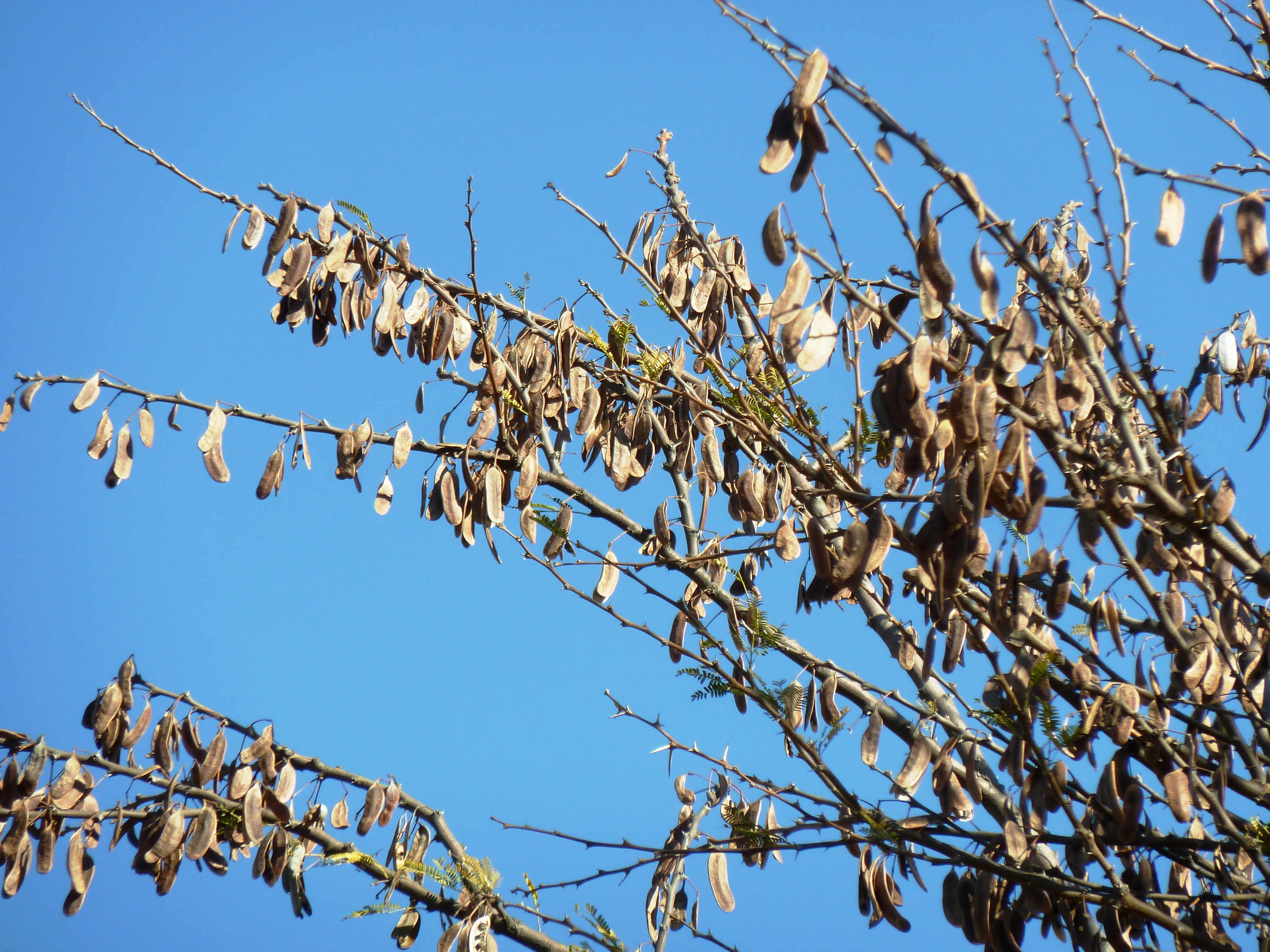
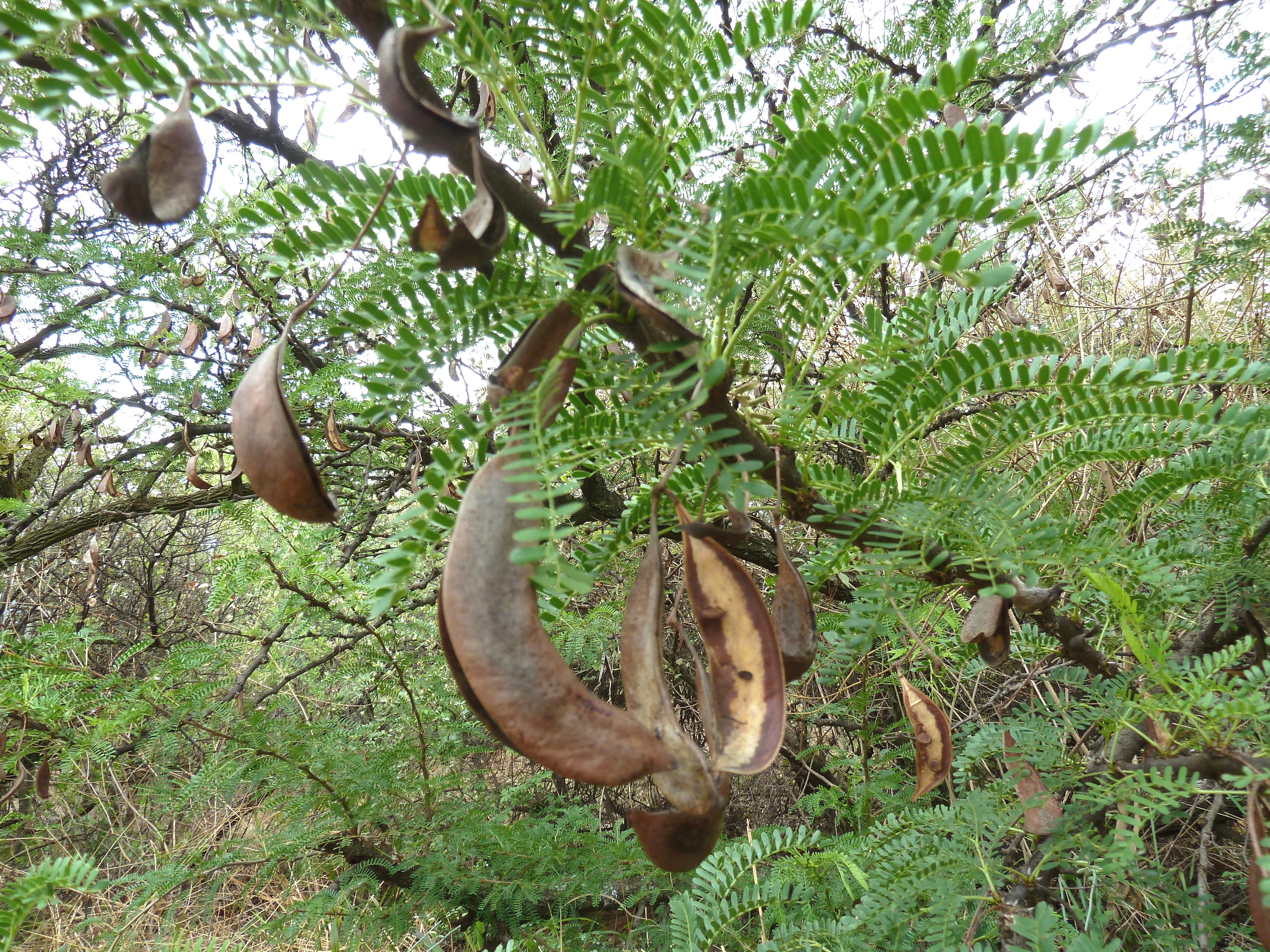
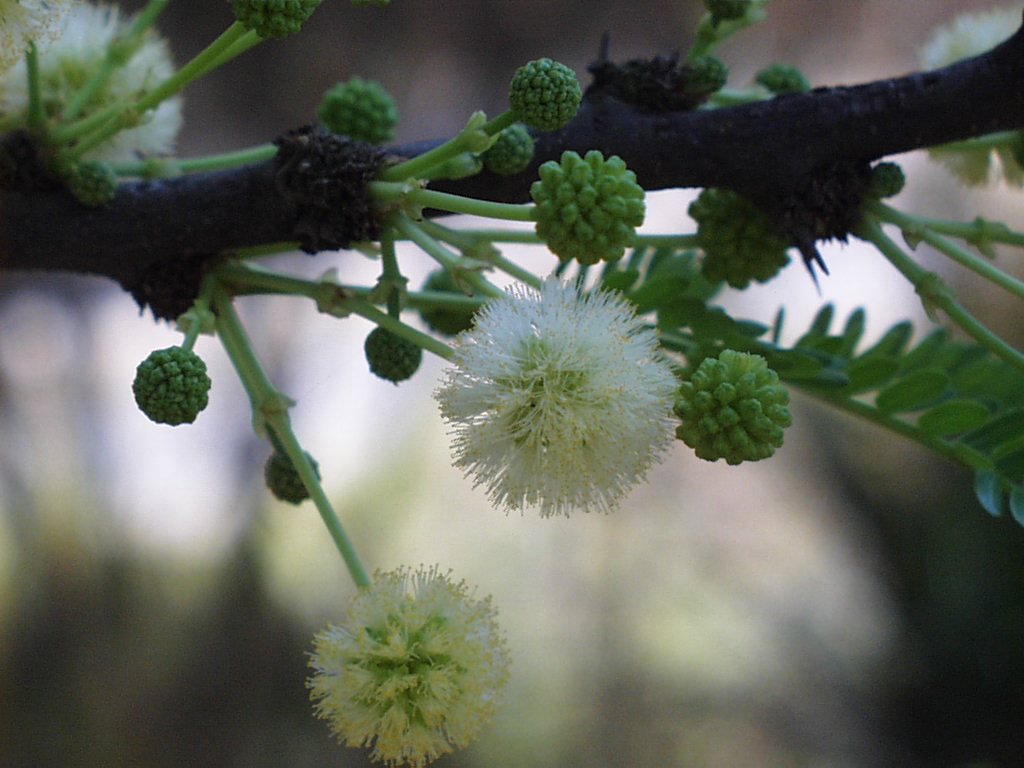
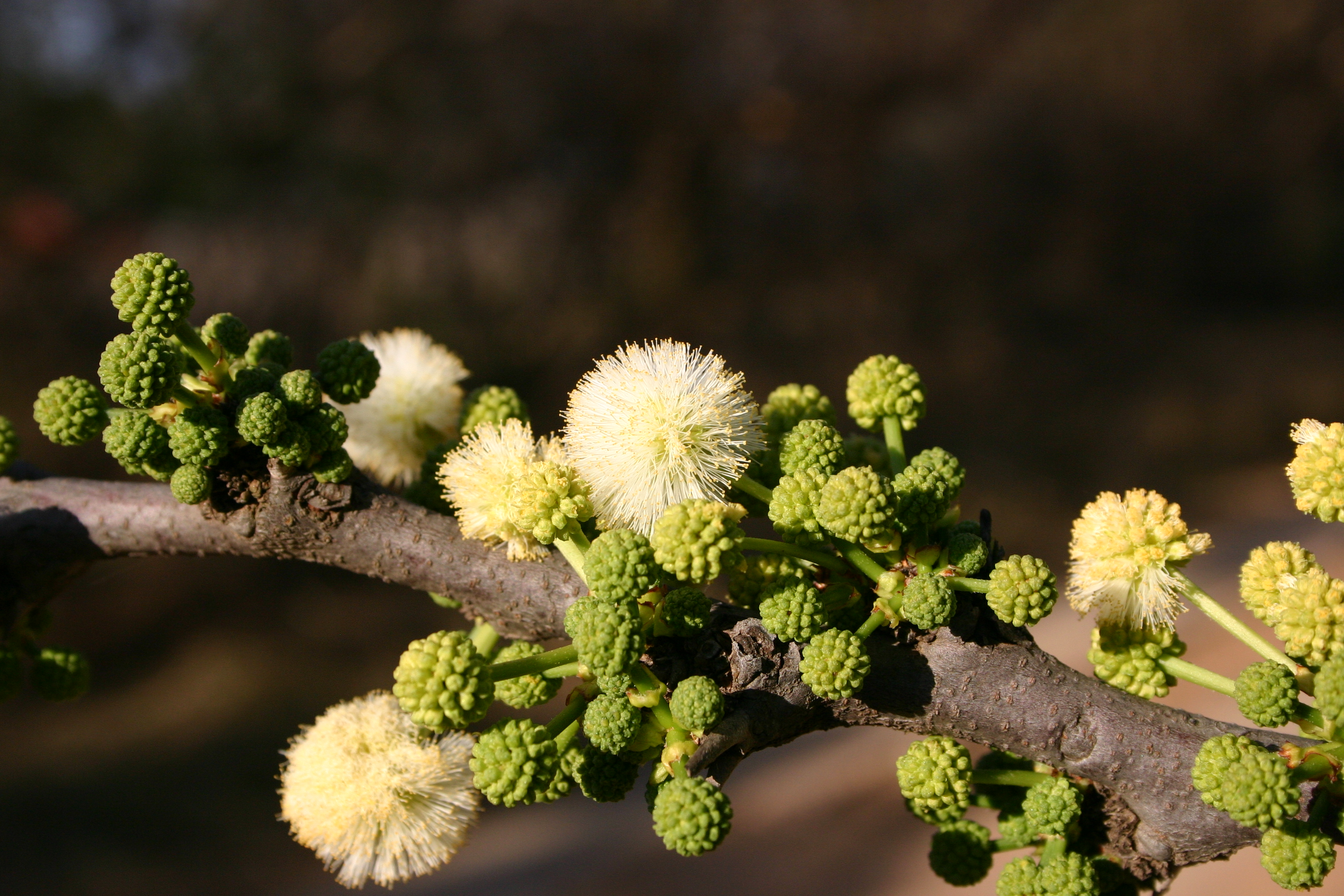